# Lista de personagens de El Chavo del Ocho
Esta é uma lista de todos os personagens pertencentes ao seriado mexicano El Chavo del Ocho, um programa criado, protagonizado e roteirizado pelo ator e comediante mexicano Roberto Gómez Bolaños. Os principais personagens da série são Chaves (original: El Chavo), um garoto de oito anos que mora em um barril; Chiquinha (original: La Chilindrina), uma garota levada, esperta, e às vezes apaixonada por Chaves; Seu Madruga (original: Don Ramón), um homem viúvo, preguiçoso de desempregado mas que sempre aparece trabalhando em várias áreas diferentes; Quico, um garoto de nove anos bochechudo, órfão de pai e principal amigo de Chaves; e Dona Florinda (original: Doña Florinda), uma mulher viúva e esnobe que sempre defende seu filho batendo no Seu Madruga.

## Personagens principais

### Fixos/regulares
Os personagens fixos do programa. Entre todos eles, Chaves foi o único que apareceu em todos os episódios, mas os demais têm aparições comuns.
- El Chavo del Ocho (Chaves/Chaves do Oito) (interpretado por Roberto Gómez Bolaños; 1972–1973 / 1973–1980 / 1980–1992) — Um garoto de oito anos, órfão e pobre que passou a morar na vila com cinco anos. Segundo ele, mora no apartamento 8, mas isso nunca foi confirmado, pois fica quase sempre num barril, que diz ser apenas seu esconderijo. Ele sempre tenta pegar comida e outros objetos dos demais habitantes da vila, e sua comida favorita é o sanduíche de presunto. Demonstra ingenuidade e irrita outros personagens com perguntas ridículas, principalmente Seu Madruga, e isso o leva a agredir Chaves, quase sempre com cascudos. Seu nome verdadeiro nunca foi dito, pois é interrompido sempre que o tenta dizer. Possui vários bordões, entre eles: "Isso, isso isso", "Ninguém tem paciência comigo", "Foi sem querer querendo", "Ai, que burro! Dá zero pra ele!",  "Zás!", "'Tá bom, mas não se irrite!" , "Tudo eu, tudo eu!" e "Pi, pi, pi pi, pi..." (choro).[1]
- La Chilindrina (Chiquinha) (interpretada por María Antonieta de las Nieves; 1972–1973 / 1973 / 1975–1980 / 1980–1992) — La Chilindrina, no original. Filha de Seu Madruga, é uma garota levada, esperta, mas de bom coração. Em alguns episódios, demonstra algum interesse amoroso por Chaves, principalmente naqueles em que aparece a personagem Paty, de que enfrenta concorrência.[1] Também tem ciúmes do pai, porque faz de tudo para tirar qualquer mulher que apareça para ele, principalmente a Dona Clotilde, em seguida a Louca da Escada ou Glória. Apesar desse negativismo, chegou a ajudar alguns personagens, como Chaves, num episódio que ela lhe dá o seu algodão-doce. Sempre que o Senhor Barriga aparece na vila para cobrar o aluguel, Chiquinha ajuda o pai a escapar de tal cobrança. Seu choro é bem característico - ela começa a gritar "Uééééééé! Ué, ué, ué, ué, ué, ué, ué, ué, uéééééé..." enquanto esfrega o bumbum. Nas dublagens mais antigas, é chamada de Francisquinha. Não participa da série animada por questões autorais. Chilindrina, que é o nome original da personagem no seriado, é também o nome de um pão doce salpicado de açúcar mascavo, vendido no México, além de ser uma alcunha comum nesse país para meninas com sardas no rosto.[2]
- Don Ramón (Seu Madruga) (interpretado por Ramón Valdés; 1972–1973 / 1973–1979 / 1981 / 1982 – participação especial) — Originalmente Don Ramón, ele é o pai de Chiquinha. Viúvo desempregado e preguiçoso (apesar de já há tido mais de 25 empregos ao longo da série, sendo eles mostrados ou citados), aparenta sempre querer viver uma vida sossegada, mas seus vizinhos da vila sempre o aborrecem, de tal forma que se enfurece facilmente. Os garotos da vila, sobretudo Chaves e Quico, costumam atazaná-lo com perguntas ridículas ou brincadeiras, ocasionando numa distribuição de pancadas, quase sempre cascudos no Chaves e beliscões no Quico. É a principal vítima dos tapas e socos da Dona Florinda, que, para defender seu filho, acha que o culpado de seu choro é Seu Madruga (em alguns episódios, realmente é o culpado). O Seu Madruga frequentemente interfere nas brigas entre o Chaves e o Quico, defendendo o bochechudo, mesmo sabendo que a Dona Florinda raramente aceita as suas explicações. Sempre foge do Senhor Barriga para não pagar o aluguel de sua casa, pois sempre lhe deve e atrasa o pagamento (é comum que deva 14 meses) e graças a isso, vive inventando pretextos para que Seu Barriga lhe perdoe a dívida ou que espere ser pago.[1] Seu choro é composto de ele esfregar um dos olhos, enquanto faz um "Iiiiiiiiiiii!" esganiçado. Outros bordões são: "Que que foi? Que que foi? Que que há?", "Tinha que ser o Chaves mesmo/de novo (varia entre estes)!", "Noooossaaaa!! (quando algo grave acontece, este inclusive se tornou um meme muito famoso nas redes sociais)", "Só não te dou outra porque..."(Normalmente após punir o Chaves com um cascudo em sua cabeça e logo depois de imitar de forma debochada o choro do garoto), "Francamente, francamente!", "Com licencinha pro Madruguinha que vai tomar um cafezinho." (Quando foge dos tapas da Dona Florinda) e "Toma!" (quando dá o cascudo no Chaves). Nas dublagens antigas, ele é chamado de Seu Ramón. Em um episódio ("A Bola de Boliche"), é dito que ele tem 50 anos, porém em outro ("O Despejo do Seu Madruga") ele afirma estar na faixa dos 40.
- Quico (interpretado por Carlos Villagrán; 1972–1973 / 1973–1978) — Um garoto de nove anos, é órfão de pai e principal amigo de Chaves. É superprotegido por sua mãe, Dona Florinda, e talvez por isso seja presunçoso e chorão. Costuma aparecer com sanduíches de presunto, guloseimas ou brinquedos, com os quais se exibe em frente ao Chaves, o que por muitas vezes gera brigas entre eles. Quando brigam com ele ou machucam-no, sempre chama sua mãe e vai sempre ao mesmo lugar (uma parede de tijolos), chorar emitindo um ruído: "Arrrrrrrrrrrrr". Quando o Seu Madruga fala os nomes "idiota", "burro", "animal", entre outros, Quico responde com esta frase: "Me chamaram?" (também diz "Que tem eu?" ou "Estavam falando de mim?", pelo mesmo motivo), pois o próprio se acha burro. Seu pai, Frederico (também interpretado por Carlos Villagrán), era marinheiro, e morreu quando seu barco naufragou (acabaria sendo engolido por um tubarão/baleia, segundo Quico). Seu nome também é Frederico, do qual sua mãe o chama quando está irritada ou zangada. Possui também muitos bordões como: "Que coisa, não?!", "Ai! Cale-se, cale-se, cale-se, você me deixa louco!", "Você quer? Compra!", "Com licencinha!", "Gentalha, gentalha!", "Diz que sim, não seja(s) mau, diga siiiimmm!!!" e "Não deu!".[1]
- Doña Florinda (Dona Florinda) (interpretada por Florinda Meza; 1972–1973 / 1973–1980 / 1980–1990 / 1991) — Viúva do apartamento 14, ela é a mãe do Quico. É esnobe e acha-se moral, econômica e socialmente melhor do que todo mundo, por ser de família rica e tradicional. É viúva de um marinheiro, também chamado Frederico. Depois que esse morreu, Florinda passou a receber uma pensão, da parte do governo. Só que a pensão é muito pouca e, por isso, vive atualmente num cortiço de periferia. Seu nome completo é Florinda Corcuera e Villalpando, viúva de Matalascallando. Ela protege Quico de tal forma que é capaz de bater no Seu Madruga, geralmente sem querer ouvir explicações dele. Apesar de ser mesquinha e superprotetora, Florinda mostra ser caridosa com Seu Madruga e Chiquinha em poucos episódios, e rígida com Quico, chamando-o pelo nome e proibindo-o de comer e sair de casa.[1] Em certo ponto da história, ela abre um restaurante batizado com seu nome. É constantemente chamada de "velha coroca" e outros apelidos ofensivos por outros personagens, como Chaves e Chiquinha.[1]

### Recorrentes
Não aparecem em todos os episódios, mas são comuns suas aparições.
- Profesor Jirafales (Professor Girafales) (interpretado por Rubén Aguirre; 1973 / 1973–1980 / 1980–1992) — Professor das crianças da série, que vai sempre à vila visitar Dona Florinda, que o convida para tomar uma xícara de café em sua casa. É muitas vezes chamado de inconveniente, por usar um vocabulário culto demais para os padrões da vila e também por interferir em assuntos que não lhe dizem respeito. Mostra-se tímido para tentar uma aproximação amorosa maior com ela, sempre levando flores e às vezes presentes para o Quico. Quando está irritado, usa o bordão "Tá tá tá tá... tá!". É chamado pelas crianças da vila de "Mestre Linguiça" por ser muito alto, mas seu verdadeiro nome é Inocêncio Girafales.[1]
- Doña Clotilde (Dona Clotilde) (interpretada por Angelines Fernández; 1972–1973 / 1973–1980 / 1980–1991) — É uma aposentada que mora na vila, é apaixonada por Seu Madruga e defende-o sempre que a Dona Florinda tenta humilhá-lo. É bastante atenciosa e costuma oferecer-lhe bolos e outras guloseimas, na esperança de conquistá-lo. Ele, em contrapartida, a trata bem, mas tenta evitar qualquer maior aproximação, fugindo dela. Geralmente, as guloseimas são visadas e acabam roubadas pelas crianças da vila. As mesmas crianças, sobretudo a Chiquinha, frequentemente a chamam de Bruxa do 71, como acabou se tornando conhecida por todos, por sua aparência velha e excêntrica.[1] Às vezes, Dona Clotilde se aproveita disso para pregar sustos nas crianças e vê em Glória uma rival quando se trata do seu Madruga. Em algumas ocasiões, o Chaves costuma prestar serviços à Dona Clotilde e parece ser bem tratado por esta, visto que a Dona Clotilde é muito mais generosa e humilde do que a Dona Florinda. No Programa Chespirito, sua personalidade permanece a mesma, mas seu interesse amoroso passa a ser Jaiminho. Como revelado em um episódio ("O Cãozinho da Dona Clotilde"), ela tem uma irmã que mora em Paris. Em outro, ela diz que tem 40 anos. Apesar de seu nome ser "Clotilde", Seu Madruga (Don Ramón) costumava chamá-la (erroneamente) como "Cleotilde", na versão original, não dublada.
- Señor Barriga (Senhor Barriga) (interpretado por Édgar Vivar; 1972–1973 / 1973–1979 / 1980–1991) — É o dono da vila e também o proprietário do restaurante de Dona Florinda. Seu nome completo é Zenon Barriga y Pesado. Para economizar seu tempo e o salário de um cobrador, prefere ir pessoalmente cobrar o aluguel dos inquilinos, o que geralmente lhe gera inúmeros contratempos, já que acaba sempre recebido por uma pancada acidental do Chaves em sua entrada na vila, sendo bem raro isso não acontecer(quando não acontece, é comum que Seu Barriga estranhe ou acredite ser um milagre). Mesmo tendo muitas desavenças com o garoto órfão, ele é uma boa pessoa e demonstra isso, levando o Chaves para Acapulco ou para o cinema quando ninguém mais quis, ou dando seu dinheiro para comprarem seu desjejum, mas não suporta a dívida com Seu Madruga, que lhe deve 14 meses de aluguel, chegando a atingir 15 meses no episódio "O Despejo do Seu Madruga - parte 1". Seu Madruga sempre inventa uma desculpa esfarrapada para convencê-lo a esperar mais um pouco até que consiga pagar e em casos extremos, tenta convencer o dono da vila a não despejá-lo. Em alguns episódios, o Senhor Barriga demonstrou uma certa resistência à sua chantagem sentimental chegando ao ponto de mandá-lo embora da vila de uma vez por todas, porém readmite-o usando diferentes pretextos.
- Ñoño (Nhonho) (interpretado por Édgar Vivar; 1974–1979 / 1980–1992) — Filho do Senhor Barriga, adora comer. É muito usado para cobrir a ausência de um personagem, como a Chiquinha entre 1974 e 1975 e também na série animada, ou Quico em 1979 e nas sketchs do Programa Chespirito. É estudioso, sempre sendo o 1° da classe, mas às vezes dá umas mancadas. É também bastante egoísta, quando o assunto é comida, entretanto, costuma dividir com o Chaves livros, brinquedos e dinheiro, demonstrando assim, ser mais caridoso com o garoto órfão do que o Quico. O Nhonho, do mesmo jeito que seu pai, é alvo de piadas ligadas a sua obesidade. Quando alguém o xinga, ele usa o seguinte bordão: "Olha ele (a), hem!" e também "Ai minhas costas/meu estômago", quando é acertado por algum objeto.[1]
- Popis (Pópis) (interpretada por Florinda Meza; 1974 / 1975–1979 / 1980–1990 / 1991–1992) — Uma garota mimada e de voz fanha, é sobrinha de Dona Florinda e prima do Quico. Sempre traz consigo a sua boneca Serafina. É muito vaidosa e algumas vezes quer mandar nos outros, sendo aproveitadora dos brinquedos do Quico. Devido a uma polêmica envolvendo sua voz fanha, ela teve de ser retirada do seriado por um tempo[carece de fontes?] e retornou depois de um ano. Seus bordões são: "Vai contar pra sua mãe, (personagem, geralmente Quico, no caso de Nhonho, Pópis diz pra este contar para seu pai.)", "Mas eu vou te acusar!", "Eu vou contar tudo para minha mãe!".[1]

## Secundários

### Moradores da vila
- Jaimito, el cartero (Jaiminho, o Carteiro) (interpretado por Raúl "Chato" Padilla; 1979–1980 / 1982–1991) — O carteiro da vila que adora "evitar a fadiga". É desleixado e sempre manda que as pessoas procurem a carta em sua bolsa desorganizada. Seu nome completo é Jaime Garabito. Carrega sua bicicleta de trabalho para todos os lados, apesar de na série original não saber andar nela. Nas sketchs de El Chavo del Ocho no Programa Chespirito, já aposentado, passa a morar na vila, no apartamento da escada do primeiro pátio. Seu bordão é: "É que eu tenho que (ou quero) evitar a fadiga!". Ele é proveniente do vilarejo mexicano de Tangamandápio e vive mencionando esse fato a fim de puxar assunto.[1]
- Doña Nieves (Dona Neves) (interpretada por María Antonieta de las Nieves; 1977 – participação especial / 1979–1980 / 1980–1985 / 1990) — Também interpretada por María Antonieta, é a avó do Seu Madruga e bisavó da Chiquinha, a quem chama de "biscaneta"; é um pouco rabugenta e estressada, mas no fundo é bondosa e com alma de criança. Algumas vezes entra em confronto com Dona Florinda e Dona Clotilde, e tem alguns entreveros com o Senhor Barriga. Uma personagem de mesmo nome e personalidade foi interpretada por María Antonieta em Chapolin, porém com um histórico diferente. Possui o bordão "Quê quê quê como?" e "Tche, tche, tche" como risada. Seu choro é semelhante ao da bisneta, também colocando os punhos para dentro e gritando "Chuéééééé, chué, chué, chué!"[1][3] Assim como Chiquinha, a personagem também está ausente na série animada, sendo que a avó do Seu Madruga apresentada nesta série possui características mais similares a ele.
- Paty (interpretada por Patty Juárez, Rosita Bouchot, Ana Lilian de la Macorra e Patty Strevel; 1972 / 1973 / 1975 / 1978–1979 / 1987–1988) — Uma garota encantadora, sobrinha da Glória na série. Seu amor é disputado por Quico e Chaves, este último, gera inveja à Chiquinha. Tem um ursinho de pelúcia grande e branco (que ela diz que o nome é "Meu Urso" e o apelido é "De Pelúcia"), o qual Chiquinha sempre usa como arma para deixá-la triste e irritada. No episódio "O Dia Das Crianças", é confessado que Paty gosta de Chaves.
- Gloria (Glória) (interpretada por Maribel Fernández, Olivia Leyva, Regina Torné e Maricarmen Vela; 1972 / 1973 / 1975 / 1978 / 1987) — Tia da Paty na série, que reside com sua sobrinha no apartamento 24 da vila. Apareceu em quatro episódios, na qual encanta Seu Madruga, o Professor Girafales e até Jaiminho. Deixou Chiquinha, Dona Florinda e Dona Clotilde cheias de inveja. Parece ser bastante atraente e encantadora como sua sobrinha. Foi interpretada na série por 3 atrizes: Maribel Fernández (1972 e na reprise de 1973), Olivia Leyva (1975), Regina Torné (1978, a mais conhecida no Brasil). No Programa Chespirito, Maricarmen Vela interpretou a personagem em 1987, em que Glória era madrinha de Paty. Até 2012, apenas um episódio da versão com Olivia Leyva era exibido no Brasil, "O Dia Internacional da Mulher", em que a personagem não é citada pelo nome.[1][3]
- Malicha (interpretada por María Luisa Alcalá) (1974) — Afilhada do Seu Madruga, prima da Chiquinha e bisneta de Dona Neves, reside no segundo pátio da vila, no 44. É considerada uma personagem "estepe", para substituir a Chiquinha, que esteve fora do seriado por um período devido à gravidez de María Antonieta de las Nieves. A personagem não foi bem recebida pelo público e foi cortada da série após três episódios. No Brasil, foi dublada originalmente como Malu.[1][3]
- La loca de la escalera (Dona Edwiges) (interpretada por Janet Arceo; 1973) — Mora no apartamento 23, e é substituta da Dona Clotilde em dois episódios de 1973. Ela possui uma personalidade idêntica à da Dona Clotilde, inclusive chegando a flertar com Seu Madruga. É chamada de "Louca da Escada" pelas crianças por dizer coisas sem sentido.[1]
- Señor Hurtado (Senhor Furtado) (interpretado por José Antonio Mena, Ricardo de Pascual e Benny Ibarra; 1974 / 1976 / 1982) — Ex-inquilino, é o ladrão do episódio "O Ladrão da Vila". Era bravo, maldoso e irrita-se muito facilmente. Não gostava dos garotos da vila, mas depois de ter ouvido o pedido do Chaves numa reza, "acaba se arrependendo e tornando-se bonzinho". Além de devolver as coisas que havia roubado dos inquilinos da vila, presenteia-o com um sanduíche de presunto. Foi interpretado na série por dois atores: José Antonio Mena em 1974 e Ricardo de Pascual em 1976 (versão exibida no Brasil). Benny Ibarra interpretou o personagem em uma terceira versão para o episódio na temporada de 1982 do Programa Chespirito.[1]

### Alunos da escolinha
- Godínez (Godinez) (interpretado por Horacio Gómez Bolaños; 1974–1979 / 1980–1992) — Outro aluno da escola, não muito inteligente, que aparece poucas vezes na vila. Tem um boné verde com a aba empurrada para trás. Senta ao fundo da sala de aula e sempre acha que é culpado de tudo.[1]
- Elizabeth (interpretada por Marta Zabaleta; 1974) — Aparece somente em um episódio ("O Festival da Burrice"), peculiar com seus ruídos estranhos e sua fala rápida.[1] Ela é muito inteligente. No episódio "Isso merece um prêmio", ela é citada por Chaves, que compra sua estrelinha de bom aluno.
- Cândida (interpretada por Ángel Roldán; 1974) — Outra representante da classe do Professor Girafales, é uma garota tímida e quieta. Assim como Elizabeth, também apareceu apenas no episódio "O Festival da Burrice".[1]

## Participações especiais
São os personagens com aparições especiais.
- El Chapulín Colorado (Chapolin Colorado) (interpretado por Roberto Gómez Bolaños; 1976 / 1983 / 1985 / 1988) — Super-herói atrapalhado, porém famoso na América Latina e muito conhecido pelos moradores da Vila do Chaves. Veste-se com uma roupa vermelha dos pés à cabeça, com algo parecido com asas de pano nas costas, antenas na cabeça, as chamadas "anteninhas de vinil", calçados amarelos e um escudo dourado no peito em forma de coração com as iniciais CH em vermelho. É chamado por Chaves no episódio "Ser Pequeno Tem Suas Vantagens" (1976) para ajudar Seu Madruga em seus problemas com Dona Florinda. Nos remakes de 1983, 1985 (reprise) e 1988 de Chespirito, é chamado para ajudar o Jaiminho.
- El Doctor Chapatín (Dr. Chapatin) (interpretado por Roberto Gómez Bolaños; 1977 / 1980) — É um ganancioso médico idoso. Quando o chamam de velho, ele distribui pancadas com seu saquinho, que sempre está em sua mão. Aparece no clipe da música "Se Você é Jovem Ainda", do episódio "Uma Aula de Canto" (1977) e é mencionado pelos personagens em muitas ocasiões. Em um episódio de Chespirito em 1980, os personagens chegam até seu hospital, após o Sr. Barriga sofrer um acidente causado pelo Chaves.
- El ropavejero (Homem da Roupa Velha) (interpretado por José Luis Fernández; 1972) — Homem do saco que assusta Chiquinha e Chaves. Aparece no episódio mais antigo conhecido da série, "Remédio Duro de Engolir".[4]
- Don Federico (Frederico) (interpretado por Carlos Villagrán; 1977) — Pai de Quico e marido de Dona Florinda, seu filho herdou o nome. Ele era capitão de um navio da Marinha. Aparece em apenas um episódio ("Recordações"), quando Dona Florinda, Quico e o Professor Girafales estão vendo o álbum de fotos, veem Frederico, e assim Dona Florinda começa a lembrar da noite em que ele faria a viagem que acarretou na sua morte.[1]
- Don Román (Seu Madroga) (interpretado por Germán Robles) (1975)[5] — É primo de Seu Madruga. Aparece no episódio "O Primo do Seu Madruga" e age de forma muito semelhante a ele. O personagem, na verdade, foi criado para substituir as falas de Seu Madruga quando o intérprete deste último, Ramón Valdez, não estava em condições de atuar. No Brasil, houve duas dublagens diferentes para o episódio: uma em que seu nome é traduzido como Seu Madroga e outro como Seu Romão.[1][3]
- Héctor Bonilla (interpretado pelo próprio Héctor Bonilla; 1979) — Interpretado por ele mesmo, é um ator de novelas do México. Na versão de 1979 de "Um Astro na Vila", seu carro quebra bem em frente à vila e entra para pedir ajuda. Quando chega lá, torna-se amigo de Chaves, e em seguida se torna amigo de Chiquinha, Dona Clotilde e Dona Florinda.[1] Em um remake de "Um Astro Cai na Vila", na temporada de 1986 do Programa Chespirito, o ator convidado foi Rogelio Guerra.
- Señor Calvillo (Senhor Calvillo) (interpretado por Ricardo de Pascual; 1976) — aparece num episódio duplo de 1976, onde quer comprar a vila e transformá-la num edifício de luxo. No Brasil, a segunda parte não era exibida no SBT até 2013, quando ainda era exclusiva para DVD. Ele se apaixona por Dona Clotilde, mas ela o esnoba, chegando a chamá-lo de tarado.[1] Em um episódio de 1982 do Programa Chespirito, Horácio Gómez Bolaños interpretou um personagem parecido, Sr. Barbadillo, assim como Ramiro Orcí, na versão de 1986.
- Iara (interpretada por Angélica María; 1979) — Durante uma aula do Professor Girafales, ela respondeu uma pergunta, pediu para ir ao banheiro e nunca mais apareceu na série. A função da personagem era divulgar a estreia da novela de mesmo nome, transmitida pela Televisa em 1979.
- Cliente del restaurante (Cliente do Restaurante) (interpretado por Abraham Stavans; 1979) — Um cliente que tomava seu café no restaurante de Dona Florinda, quando uma mosca pousou dentro de sua xícara.
- El dueño de la feria (Dono do Parque de Diversões) (interpretado por Abraham Stavans; 1979) — Outro personagem interpretado por Stavans. É o homem que trabalha no parque de diversões, aparecendo em dois episódios, que tem um atrito com Dona Florinda e, depois, com o Professor Girafales.
- El mesero del restaurante (Garçom do Restaurante) (interpretado por Ricardo de Pascual; 1979) — Era o primeiro garçom de Dona Florinda. Devido as confusões causadas pelo Chaves, perdeu seu lugar e foi substituído.
- Dono do Restaurante (interpretado por Horacio Gómez Bolaños; 1979) — É o primeiro dono do restaurante. Aparece no episódio "Os Penetras". Depois que Chaves destrói toda a festinha do Professor na casa da Dona Florinda, eles vão a este restaurante, onde comem panquecas.
- Policial (interpretado por José Luis Amaro; 1974) — Um policial que aparece no episódio "O Show de Ioiôs" (versão 1, de 1974). Fica à paisana pela vila verificando irregularidades.
- El Mesero del hotel de Acapulco (Garçom do hotel) (interpretado por Horacio Gómez Bolaños; 1977) — Aparece nos episódios de Acapulco como um garçom que recebe várias pancadas acidentais do Chaves.

## Figurantes
- Músicos contratados pelo Professor Girafales (1977) — Eram mariachis que acompanhavam Professor Girafales com a ideia de fazer uma serenata para Dona Florinda no episódio "O Fantasma do Sr. Barriga" (1977), mas se assustaram com a espingarda da mãe do Quico e fugiram.
- Campeões internacionais de Ioiôs (1974) — Dois jogadores internacionais famosos de Ioiôs contratados pelo Seu Madruga em a "A Exibição de Ioiôs" (1974).
- A mulher de biquíni de Acapulco (1977) — Uma moça muito bonita e formosa que chamou a atenção do Seu Madruga, do Professor Girafales e do Senhor Barriga, durante as férias nos episódios de Acapulco.
- A sobrinha da Dona Clotilde (1973 / 1978 / 1983) — Uma bebêzinha que foi confiada a Dona Clotilde por sua irmã, enquanto ela estava em Paris (França). Aparece na série clássica nas versões de 1973 e 1978 e no Programa Chespirito em 1983.
- O funcionário do hotel de Acapulco (interpretado por Guilhermo Cárdenas; 1977) — Um empregado do Hotel Continental de Acapulco que o Chaves confundiu com um ladrão porque ele estava ajudando a levar as bagagens do Senhor Barriga.
- Cliente do Seu Madruga Cabeleireiro (interpretado por Guilhermo Cárdenas; 1976) — Um cliente do salão de cabeleireiro do Seu Madruga, que lia uma revista.
- Encanador (1974 / 1977 / 1983 / 1990) — Contratado por Dona Florinda para consertar o cano destruído por Chaves e Quico nos episódios em que faltam água na vila.
- Vendedor de balões (interpretado por José Antônio Mena; 1972) — Foi o vendedor que apareceu no final do episódio "Ajudem-se Uns aos Outros" (1972), quando vendeu os balões para o Chaves, que o fizeram voar com eles.
- Alunos da Escolinha (1974–1979 / 1980–1992) — São os demais estudantes da escola do professor Girafales, que não foram citados nesta página. Apesar da constante aparição nos episódios, não possuem fala.
- Clientes do restaurante da Dona Florinda (1979 / 1980–1984 / 1987–1990) — Apenas os fregueses que eram vistos frequentando o restaurante de Dona Florinda e não tinham nenhum papel de destaque.

## Personagens citados
- Cente — Um menino que o Chaves diz que conheceu na rua e não se sabe se ele existe realmente. Possivelmente deve se chamar Vicente mas também tem outros nomes como Chafundifórnio e Espiriquidiberto.
- Irene — Outra aluna da classe do Professor Girafales. Só foi citada pelo Nhonho em um episódio.
- Higino — Aluno da classe do Professor Girafales, possivelmente um figurante. É citado pelo Godinez em um episódio como um aluno que faltou à aula sobre higiene.
- Verônica — Aluna da classe do Professor Girafales, também possivelmente uma figurante. É citada pelo Godinez em um episódio como uma aluna que também faltou à aula sobre higiene.
- Mãe da Chiquinha — Nunca apareceu em nenhum episódio, mas foi citada em dois. Em um ("O Despejo do Seu Madruga"), é dito que ela morreu quando a Chiquinha nasceu, e em outro ("Nas Pontas dos Pés"), Seu Madruga fala que ela fez apenas um bolo antes de morrer.
- Pai da Dona Florinda — é o avô do Quico, Também nunca apareceu, mas já foi citado no episódio ''Dia dos Namorados'', em 1979. Dona Florinda disse que as festas que ele fazia eram melhores que as festas da vila, as quais ela adora criticar.
- Pai do Seu Barriga —  é o avô do Nhonho, Só foi citado no episódio "O Belo Adormecido", de 1975. Seu Barriga disse ''um beliscão desse, eu não aguento nem do meu pai!'' quando Seu Madruga belisca acidentalmente o dono da vila, acreditando que fosse o Quico no lugar por estarem brincando de "encantados".
- Esposa do Seu Barriga — É a mãe do Nhonho. Também nunca apareceu (apesar de estar viva), mas já foi citada algumas vezes (nos episódios "Os Hóspedes do Seu Barriga", "O Dia de São Valentim" e "O Natal da Boa Vizinhança"). No episódio "Os Hóspedes do Seu Barriga", ele diz que sua esposa está na "Velha Espanha", já em "O Dia de São Valentim", Seu Barriga diz que ela estava viajando a trabalho.
- Noiva do Professor Girafales — Foi citada somente em um episódio ("Os Penetras"), pois já morreu. O Professor Girafales disse que ela era louca e "tinha um parafuso a menos".
- Irmã da Dona Clotilde — Irmã da Dona Clotilde que vive em Paris e é citada por ela nos episódios em que fica cuidando de sua sobrinha recém-nascida.
- Tio Jacinto — Tio do Seu Madruga e tio-avô da Chiquinha. Só foi citado em um episódio ("O Terno do Tio Jacinto"), quando morreu e deixou de herança um terno bem largo.
- Dono da Venda da Esquina — Citado diversas vezes pelos personagens, em especial no episódio "Bilhetes Trocados" (1977).
- Mãe da Pópis — Nunca apareceu na série, mais já foi citada várias vezes pela Pópis, especificamente quando ela diz: "Eu vou contar tudo pra minha mãe!".
- Tio da Pópis — Citado por ela no episódio "A Escolinha do Professor Girafales". É fumante, e provavelmente, não tem nenhum parentesco com Dona Florinda ou Quico.
- "Tangamandapianinha" — É uma jovem de Tangamandápio que dizia ser "noiva" do Jaiminho, mas riu dele quando este tentou andar de bicicleta e levou um tombo. Foi citada por ele no episódio "Nasce uma Bisavó".

## Animais
- Príncipe — É o gato de Dona Florinda, que apareceu somente em um episódio ("O Mistério dos Peixinhos"). Na sua aparição, Seu Madruga achou que era ele que estava comendo seu peixes dourados (na realidade, era o Chaves) e o matou com golpes de espada.
- Satanás — É o cachorro de Dona Clotilde, que apareceu em alguns episódios e até na série animada. Em um episódio, é mostrado um gato que também se chama Satanás. Quando Dona Clotilde chama o mesmo pelo nome, as crianças acham que ela está invocando o diabo.
- Cão do Chaves/Seu Madruga — Um cachorrinho que o Chaves traz da rua. Apareceu no episódio ''Animais Proibidos'', de 1976, quando morde o Chaves na barriga e acaba tendo uma infecção no final. Ao ver o animal nos braços de Chaves, Seu Madruga afirma que é o dono do cão.
- Madruguinha — O cachorrinho Yorkshire Terrier que o Professor Girafales presenteia o Quico. O garoto "homenageia" Seu Madruga, batizando seu novo mascote de Madruguinha. Como ele e Chaves vivem repetindo o nome do cachorro, isso acaba irritando Seu Madruga. No primeiro episódio da saga, Quico e Chaves cuidam do cachorro, inclusive usando a fonte do segundo pátio como banheira para dar banho nele. No segundo episódio, os animais são proibidos na vila e Dona Florinda tenta se desfazer de Madruguinha (devolvendo-o ao professor) sem que Quico perceba, e um mal-entendido faz com que ele, Chaves e Pópis pensem que o cachorrinho foi transformado pela Bruxa do 71 em um regador, até Quico descobrir o que aconteceu de verdade e mais tarde substituir o cachorro doado por um ratinho branco.
- Peludinho — O cachorro que Chiquinha sonha em ter, mas como seu pai não permite, ela faz de Chaves seu cachorrinho, que entra na brincadeira no papel do cachorro Peludinho. Após Seu Madruga perceber tudo que está ocorrendo, ele bronqueia Chiquinha para que ela pare com a brincadeira, e mais tarde, para consolo da mesma, ele a compra um cachorrinho de pelúcia que se torna o suposto Peludinho.
- Cachorro da Cândida — Foi somente citado por Cândida no episódio ''O Festival da Burrice'', quando o Professor Girafales pergunta quais são os animais que comem carne. Cândida, por sua vez, responde que tem um cachorro chamado ''Frufru''.
- Rato do Quico — Um ratinho branco que só apareceu no episódio "Gente Sim, Animal Não - parte 3" e que Quico usou para fazer uma pegadinha com o Chaves, mas deu errado. Quando Dona Florinda e Dona Clotilde acabaram encontrando o animal, culparam o Seu Madruga achando que ele "dava susto nos outros". Serviu de substituto ao cachorro Madruguinha, após Dona Florinda ter de se desfazer deste.
- Gato da Pópis — Um gato que pertence a Pópis, foi citado apenas em um episódio, quando o Professor Girafales perguntou os nomes dos animais que comiam carne e ela respondeu que o gato se chamava Frufru.
- Uau — Cachorro que foi citado no episódio "Animais Proibidos" (1976) pela Chiquinha e que pertencia a ela. Chiquinha disse que ele sabia falar o próprio nome.
- Gato do Quico — Apareceu no episódio "Era Uma Vez Um Gato - parte 1", quando o professor Girafales deu o gato ao Quico como presente de aniversário. O animal fugiu da vila depois de ouvir várias piadas contadas pelo próprio Quico. Morreu ao ser atropelado com uma bicicleta por Chaves, acidentalmente ao se desviar do professor Girafales.
- Canela — A cachorra de estimação de Dona Clotilde, que aparece no episódio "A Sobrinha da Dona Clotilde".
- Xereta — A cachorra citada por Chiquinha no episódio "Ser Professor é Padecer no Inferno".
- Ximbica — A cachorra de estimação de Dona Florinda, citada por Pópis no episódio "Aula de Inglês".
- Soriano — O pássaro de estimação de Dona Neves. Aparece no episódio "Os Hóspedes do Seu Barriga".
- Canário de Dona Florinda — Foi citado no episódio "Peixe Cru Faz Bem Pra Memória", quando Dona Florinda descobre que ele desapareceu.
- Gata de Dona Florinda — Apareceu no episódio "Os gatinhos do Chaves" onde é dito que foi dada pelo Professor Girafales. Entretanto Dona Florinda detestava o animal por  viver devorando suas compras no restaurante. Mais tarde a gata teria quatro gatinhos, falecendo após o parto.

## Personagens do desenho animado
- Loira Margô — Uma atriz famosa e bonita que trabalha fazendo inúmeros filmes de televisão. Seu Madruga é o seu maior fã, sendo loucamente apaixonado por ela e assim dando ciúmes na Dona Clotilde. Já chegou a aparecer na vila no episódio "Seu Madruga, o Popstar", do qual ela faz um filme com o Seu Madruga. Também aparece em "Viagem no Metrô" e em "Seu Madruga Cabeleireiro".
- Justiceiro Mascarado — Um famoso lutador mascarado e ator de vários filmes de televisão. Chaves, Seu Madruga e Seu Barriga são seus maiores fãs. Em um dos episódios, Seu Madruga chega a se disfarçar dele para não poder pagar aluguel.
- Seu Descansado — É o pai de um bebê que foi deixado na vila no episódio "Um Bebê na Vila". No começo, ele havia sido motivo de dúvida da Dona Florinda e Dona Clotilde ao lerem a carta e acharem ser o Seu Madruga ou Professor Girafales. Ele estava separado de sua esposa, mas no final voltou com ela. Ele também tem vários filhos além do bebê Pâfilo, deixado na vila. Seus filhos também aparecem no episódio "Viagem no Metrô". Na versão original, seu nome é Seu Desapontado.
- Leine — Nunca apareceu em nenhum episódio, mas já foi citada por Seu Barriga. Quando ele encontra uma foto antiga com ela, e fala que sente muitas saudades (por ter morrido). Possivelmente é uma velha namorada dele ou então a mãe do Nhonho.
- Rosinha — Uma menina que aparece no episódio "O Valor da Amizade". Ajuda Chaves e seus amigos a descobrirem o valor da amizade. E depois nunca mais foi vista, mas já foi citada por Chaves em 2 episódios.
- Fábio Furgão (Hércules) — Um famoso apresentador de televisão dono de um programa de musculação na televisão. Vive viajando pelo mundo em um balão. Aparece primeiramente no episódio "Caído do Céu", onde ele ajuda Chaves e seus amigos a limparem toda a vila. Ele também aparece nos episódios "Todos em Forma" e "Viagem no Metrô".
- Cientista Louco — Aparece primeiramente no episódio duplo "A Máquina do Tempo". Ele é um cientista amigo de Chaves e seus amigos, que a princípio havia os usado para testarem sua máquina do tempo. Ele também aparece nos episódios "Borbulhas e Mais Borbulhas", "A Viagem Espacial" e em "Um Amigo Robô".
- Rufino Mal da Cara — Normalmente referido como Seu Mal da Cara, é um vilão que apareceu no episódio duplo "A Venda da Vila". Ele é um antigo colega de escola do Sr. Barriga em sua infância, e costumava atormentar o mesmo com brincadeiras de mau gosto. Ele reaparece e arma para Barriga vender a vila para ele fingindo ser um homem bom e rico, quando na verdade ele queria usar o terreno do lugar para construir um edifício. No final, ele é desmascarado e tenta fugir, mas Chaves, "sem querer querendo", joga uma pá na cara dele impedindo sua fuga. Ele também aparece no jogo do desenho para o Nintendo Wii em um dos minigames.
- Planta do Chaves — Uma planta carnívora enorme que Chaves criou ao achar sua semente no lixão. Depois ele a usou para ganhar um concurso, mas a planta devorou o Professor Girafales, a Dona Florinda e o Seu Barriga. Só aparece no episódio "A Planta do Chaves".
- Willis — Um cachorro que apareceu somente no episódio "Procura-se", quando ele entra na vila e Chaves o encontra dentro do barril. Quando Chaves o leva para passear, ele encontra um cartaz de desaparecido, dizendo "Procura-se Willis, 1000 reais de recompensa". Chaves, achando que a polícia está procurando pelo cachorro, decide protegê-lo, até que Quico o dedura para Seu Barriga, obrigando Chaves a fugir. No final do episódio, o dono de Willis aparece e o leva de volta para casa.

## Participações do elenco no programa

### Elenco principal
| Personagem           | Ator/atriz                    | Chespirito (versão 1) | Chaves  | Chaves     | Chaves     | Chaves     | Chaves     | Chaves     | Chaves     | Chespirito | Chespirito | Chespirito | Chespirito | Chespirito | Chespirito | Chespirito | Chespirito | Chespirito | Chespirito | Chespirito | Chespirito | Chespirito |
| Personagem           | Ator/atriz                    | 1972                  | 1973    | 1974       | 1975       | 1976       | 1977       | 1978       | 1979       | 1980       | 1981       | 1982       | 1983       | 1984       | 1985       | 1986       | 1987       | 1988       | 1989       | 1990       | 1991       | 1992       |
| -------------------- | ----------------------------- | --------------------- | ------- | ---------- | ---------- | ---------- | ---------- | ---------- | ---------- | ---------- | ---------- | ---------- | ---------- | ---------- | ---------- | ---------- | ---------- | ---------- | ---------- | ---------- | ---------- | ---------- |
| Chaves               | Roberto Gómez Bolaños         | Regular               | Regular | Regular    | Regular    | Regular    | Regular    | Regular    | Regular    | Regular    | Regular    | Regular    | Regular    | Regular    | Regular    | Regular    | Regular    | Regular    | Regular    | Regular    | Regular    | Regular    |
| Chiquinha            | María Antonieta de las Nieves | Regular               | Regular |            | Regular    | Regular    | Regular    | Regular    | Regular    | Regular    | Regular    | Regular    | Regular    | Regular    | Regular    | Regular    | Regular    | Regular    | Regular    | Regular    | Regular    | Regular    |
| Quico                | Carlos Villagrán              | Regular               | Regular | Regular    | Regular    | Regular    | Regular    | Regular    |            |            |            |            |            |            |            |            |            |            |            |            |            |            |
| Seu Madruga          | Ramón Valdés                  | Regular               | Regular | Regular    | Regular    | Regular    | Regular    | Regular    | Regular    |            | Regular    |            |            |            |            |            |            |            |            |            |            |            |
| Dona Florinda        | Florinda Meza                 | Regular               | Regular | Regular    | Regular    | Regular    | Regular    | Regular    | Regular    | Regular    | Regular    | Regular    | Regular    | Regular    | Regular    | Regular    | Regular    | Regular    | Regular    | Regular    | Regular    | Regular    |
| Senhor Barriga       | Edgar Vivar                   | Regular               | Regular | Regular    | Regular    | Regular    | Regular    | Regular    | Regular    | Regular    | Regular    | Regular    | Regular    | Regular    | Regular    | Regular    | Regular    | Regular    | Regular    | Regular    | Regular    | Regular    |
| Professor Girafales  | Rubén Aguirre                 |                       | Regular | Regular    | Regular    | Regular    | Regular    | Regular    | Regular    | Regular    | Regular    | Regular    | Regular    | Regular    | Regular    | Regular    | Regular    | Regular    | Regular    | Regular    | Regular    | Regular    |
| Dona Clotilde        | Angelines Fernández           | Regular               | Regular | Regular    | Regular    | Regular    | Regular    | Regular    | Regular    | Regular    | Regular    | Regular    | Regular    | Regular    | Regular    | Regular    | Regular    | Regular    | Regular    | Regular    | Regular    |            |
| Jaiminho, o carteiro | Raúl Padilla                  |                       |         |            |            |            |            |            | Regular    | Regular    |            | Regular    | Regular    | Regular    | Regular    | Regular    | Regular    | Regular    | Regular    | Regular    | Regular    | Regular    |
| Godínez              | Horacio Gómez Bolaños         |                       |         | Recorrente | Recorrente | Recorrente | Recorrente | Recorrente | Recorrente | Regular    | Regular    | Regular    | Regular    | Regular    | Regular    |            |            |            | Regular    |            |            | Regular    |

### Elenco secundário e participações especiais
| Personagem                  | Ator                       | Episódio(s) | Nota(s) |
| --------------------------- | -------------------------- | --- | --- |
| Seu Madroga                 | Germán Robles              | - "O primo do Seu Madruga", 1975 | primo de Seu Madruga |
| Malicha                     | María Luisa Alcalá         | - "Como sujar uma roupa de festa?", 1974; - "O caçador de lagartixas", 1974; - "O festival da burrice", 1974; - "Seu Madruga fotógrafo", 1974; | |
| Elizabeth                   | Martha Zavaleta            | - "O festival da burrice", 1974 | também mencionada no episódio "Isto Merece um Prêmio"                                                                                            |
| Dona Edwiges                | Janet Arceo                | - "A louca da escadaria - Parte 1", 1973; - "A festa da boa vizinhança - Parte 2", 1973 | |
| Sr. Calvillo                | Ricardo de Pascual         | - "A Venda da Vila - parte 1", 1976; - "A Venda da Vila - parte 2", 1976 | |
| Garçom do Restaurante       | Ricardo de Pascual         | - "O Restaurante de Dona Florinda", 1979 | |
| Sr. Furtado                 | Ricardo de Pascual         | - "O ladrão da vila", 1976 | |
| Iara                        | Angélica María             | - "Uma aula de história", 1979 | Aparece de forma relâmpago no seriado. A função da personagem era divulgar a estreia da novela de mesmo nome, transmitida pela Televisa em 1979. |
| Cliente do Restaurante      | Abraham Stavans            | - "Tem uma mosca no meu café!", 1979 | |
| Dono do Parque de diversões | Abraham Stavans            | - "Vamos ao parque? - parte 1", 1979; - "O parque de diversões - parte 2", 1979 | |
| Policial                    | José Luis Amaro            | - "Os campeões de ioiô", 1974 | |
| Homem da Roupa velha        | José Luiz Fernández        | - "Remédio duro de engolir", 1972 | |
| Cândida                     | Ángel Roldán               | - "O festival da burrice", 1974 | |
| Sr. Furtado                 | José Antônio Mena          | - "O Ladrão", 1974 | |
| Vendedor de Balões          | José Antônio Mena          | - "Ajudem-se uns aos outros", 1972 | |
| Glória                      | Maribel Fernández          | - "Uma visita muito importante - Parte 1", 1972; - "Uma vizinha... - Parte 2", 1972; - "Beijinhos - Parte 3", 1972 | |
| Glória                      | Olivia Leyva               | - "O Dia Internacional da Mulher - Parte 1", 1975; - "A chegada das novas vizinhas - Parte 2", 1975; - "O namoro do Seu Madruga - Parte 3", 1975; - "Se beijo fosse sapinho, o mundo seria um brejo - Parte 4", 1975 | |
| Glória                      | Regina Torné               | - "Errar é humano - Parte 1", 1978; - "A nova vizinhança - Parte 2", 1978; - "Seu Madruga, o conquistador - Parte 3", 1978; - "O cupido ataca de novo - Parte 4", 1978 | |
| Paty                        | Patty Juárez               | - "Uma vizinha... - Parte 2", 1972; - "Beijinhos - Parte 3", 1972 | |
| Paty                        | Rosita Bouchot             | - "A chegada das novas vizinhas - Parte 2", 1975; - "Se beijo fosse sapinho, o mundo seria um brejo - Parte 4", 1975 | |
| Paty                        | Ana Lilian de la Macorra   | Lista - - "A nova vizinhança - Parte 2", 1978; - "Seu Madruga, o conquistador - Parte 3", 1978; - "O cupido ataca de novo - Parte 4", 1978; - "A escolinha do Professor Girafales", 1978; - "O dia dos namorados - Parte 1", 1979; - "A prova de aritmética", 1979; - "O dia da criança", 1979; - "O último exame", 1979; - "Os penetras - Parte 1", 1979; - "A aula de matemática", 1979; - "Vai graxa? - parte 1", 1979; - "O sonho que deu bolo", 1979 | |
| Héctor Bonilla (ele mesmo)  | Héctor Bonilla (ele mesmo) | - "Um astro cai na vila - Parte 1", 1979 [Perdido Mundial]; - "Um astro cai na vila - Parte 2", 1979 | Apareceu em episódios interpretando ele mesmo |

## Atores falecidos
- Ramón Valdés — faleceu em 9 de agosto de 1988, aos 63 anos, vítima de câncer de estômago.[6]
- Raúl "Chato" Padilla — faleceu em 3 de fevereiro de 1994, aos 75 anos, vítima de complicações da diabetes.[7]
- Angelines Fernández — faleceu em 25 de março de 1994, aos 69 anos, vítima de câncer de pulmão.[8]
- José Luis Fernández — faleceu em 28 de outubro de 2005, aos 81 anos.[9]
- Patty Juárez — faleceu em 13 de março de 1997, aos 42 anos.[10]
- Horacio Gómez Bolaños — faleceu em 21 de novembro de 1999, aos 69 anos, vítima de infarto.[11]
- Roberto Gómez Bolaños — faleceu em 28 de novembro de 2014, aos 85 anos, vítima de parada cardíaca.[12]
- Germán Robles — faleceu em 21 de novembro de 2015, aos 86 anos, vítima de doença pulmonar obstrutiva crônica.[13]
- María Luisa Alcalá — faleceu em 21 de fevereiro de 2016, aos 72 anos. Morreu de causas naturais.[14]
- Rubén Aguirre — faleceu em 17 de junho de 2016, aos 82 anos, vítima de complicações de pneumonia.[15]
- Olivia Leyva — faleceu em 14 de fevereiro de 2019, aos 72 anos, vítima de câncer.[16]
- Abraham Stavans — faleceu em 5 de março de 2019, aos 86 anos. A causa de sua morte não foi revelada.[17]
- Héctor Bonilla — faleceu em 25 de novembro de 2022, aos 83 anos, vítima de câncer renal.[18]